# Herdenkingsbank Christine de Bosch Kemper
De herdenkingsbank Christine de Bosch Kemper (1925) is een zitbank en gedenkteken in de Utrechtse gemeente Amersfoort.

## Achtergrond
Jkvr. Christine de Bosch Kemper (Amsterdam, 16 augustus 1840 – Amersfoort, 12 mei 1924) was lid van de familie Kemper en een dochter van de Amsterdamse hoogleraar prof. jhr. mr. Jeronimo de Bosch Kemper (1808-1876) en Maria Aletta Hulshoff (1810-1844). Ze was een jongere zuster van de feministe Jeltje de Bosch Kemper.
De Bosch Kemper zette zich vanaf 1867 in voor onderwijs aan meisjes. In 1880 vestigde ze zich in Amersfoort, waar ze gratis onderwijs gaf aan verarmde meisjes uit de betere kringen. Vanuit haar moeders erfenis richtte ze een studiefonds op. Ze ondersteunde daarnaast diverse maatschappelijk belangrijke instellingen. Na haar overlijden werd een comité opgericht om ter nagedachtenis een monumentale zitbank te laten oprichten. De houten bank kreeg een bakstenen ombouw met op de hoeken gekleurde, keramische papegaaien en heeft kenmerken van de late Amsterdamse School. Onderdelen voor de bank werden vervaardigd bij N.V. Goedewagen's Koninklijke Hollandse Pijpen en Aardewerken Fabriek en Plateelfabriek De Distel, beide gevestigd in Gouda. Het keramische beeldhouwwerk is bij een restauratie begin jaren negentig vervangen door kopieën in kunsthars.

## Beschrijving
De houten zitbank heeft een opengewerkte rugleuning en steunt op twee bakstenen muurdammen. De bank wordt aan drie kanten omgeven door gemetselde muurtjes met geometrische patronen. De zijmuren zijn trapsgewijs opgebouwd, met aan de voorzijde keramische tegels. In de zijmuren en de achtermuur zijn plantenbakken aangebracht. Op de hoekpunten van de bank is aan beide zijden een papegaai geplaatst.
Een gedenksteen in de muur achter de rugleuning heeft het opschrift 

TER HERINNERING AAN DE JONKVROUWE CHRISTINE DE BOSCH KEMPER 16-8-1840 - 22-5-1924

### Fotogalerij

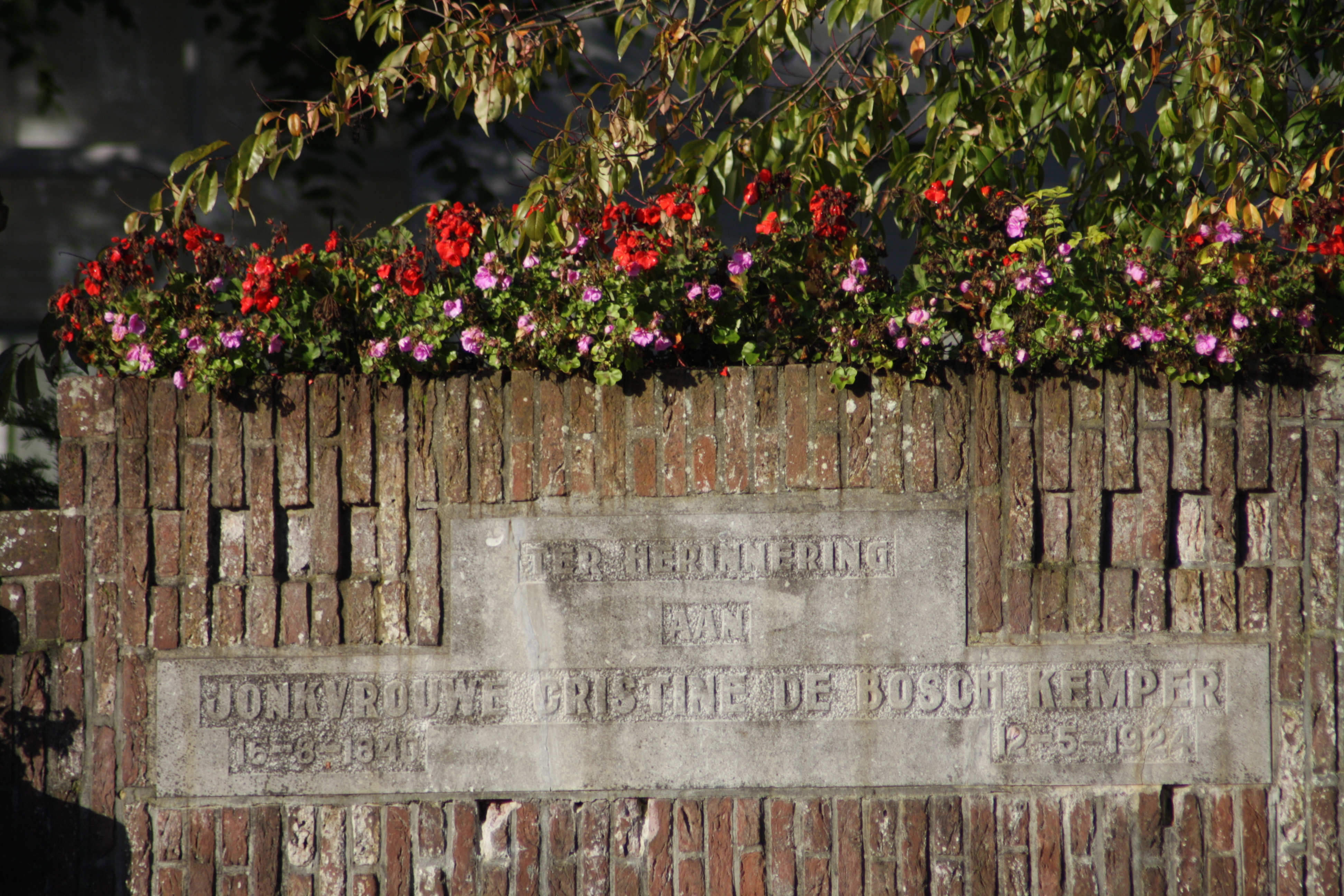
Herdenkingssteen
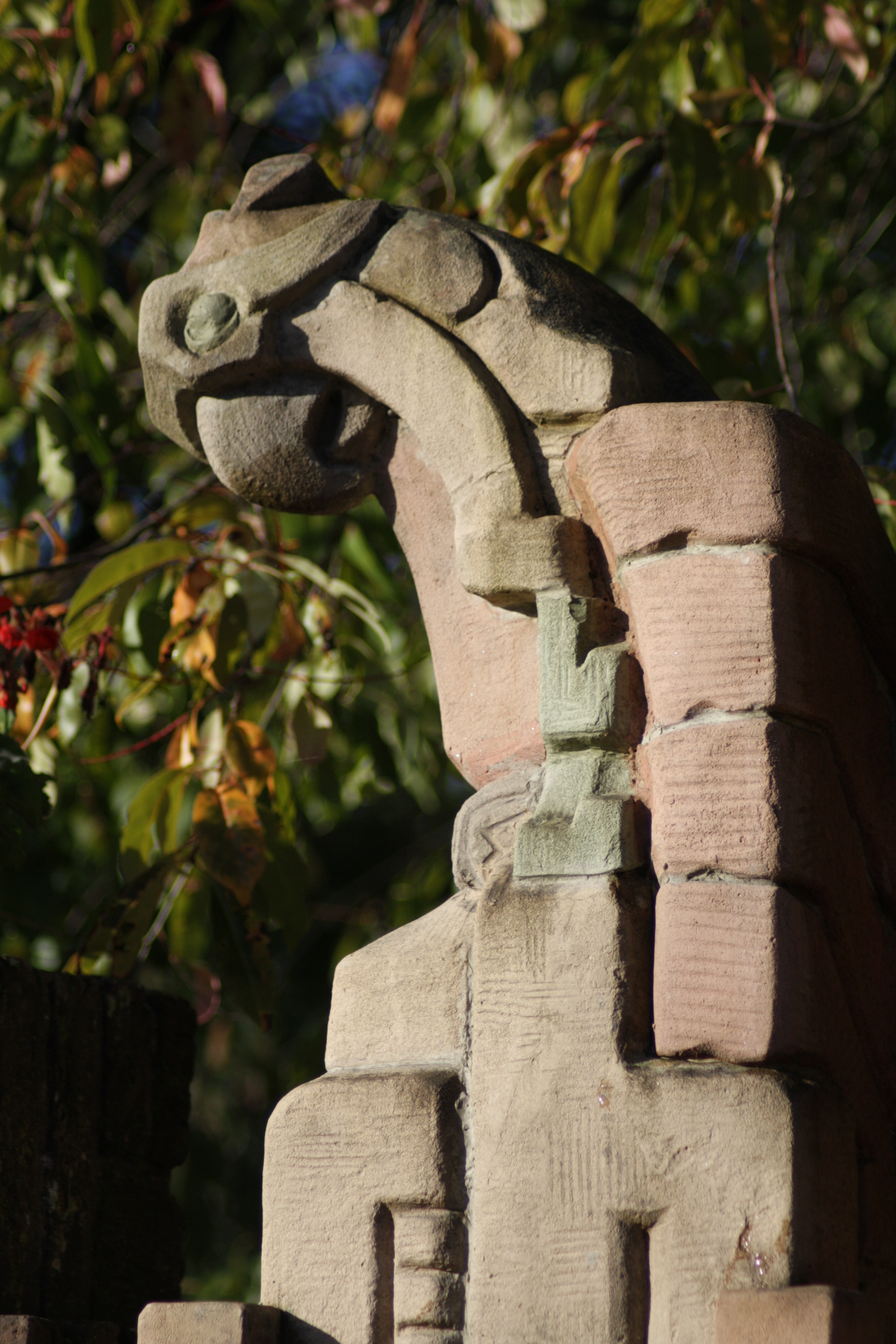
Papegaai

## Waardering
De zitbank werd in december 2000 als rijksmonument ingeschreven in het monumentenregister. De bank wordt beschouwd als "van algemeen belang vanwege zijn architectuur- en cultuurhistorische waarde als voorbeeld van een gedenkteken, uitgevoerd als zitbank (en als zodanig een bijzonder specimen van straatmeubilair), met de kenmerken van de late Amsterdamse School."